# Aitor Álvarez García
Aitor Álvarez García   (província de Barcelona, 23 de març de 1991) és un periodista i professor universitari català.
Va créixer a Terrassa i es graduà en Periodisme a la Universitat Pompeu Fabra. Ha treballat com periodista per l'Agència EFE, RAC1 i la Cadena SER. Actualment torna a treballar a TV3, a la secció de societat, després d'haver-ho fet durant l'estiu de 2012.
És professor associat de la Universitat Pompeu Fabra i de la Universitat Oberta de Catalunya.
El 2019, mentre cobria el judici al procés independentista català per SER Catalunya, va denunciar suposats insults i assetjament físic per part de la policia del Tribunal Suprem espanyol. El 31 d'octubre de 2020, quan Aitor Álvarez estava informant per TV3 els incidents en una manifestació contra els desnonaments, fou assetjat per alguns manifestants.